# Safenwil
Safenwil est une commune suisse du canton d'Argovie, située dans le district de Zofingue.

## Histoire
En mars 1798, les Français proclament la République helvétique. Les Bernois doivent plier bagage. Safenwil fait partie du canton d'Argovie depuis sa constitution en 1803.

Photo aérienne (1958).